# Comté de Stafford (Kansas)
Pour les articles homonymes, voir Comté de Stafford.
Le comté de Stafford est l’un des 105 comtés de l’État du Kansas, aux États-Unis. Il a été fondé en 1873.
Siège et plus grande ville : Saint John.

## Géolocalisation
|                                 | Comté de Barton   | Comté de Rice |
| Comté d’Edwards Comté de Pawnee | Comté de Stafford | Comté de Reno |
|                                 | Comté de Pratt    |               |